# گواهی‌نامه هنری
گواهی‌نامه هنری یکی از گواهی‌نامه‌هایی است که وزارت فرهنگ و ارشاد اسلامی به هنرمندان اعطا می‌کند. این گواهی‌نامه‌ی هنری جایگزین مدرک علمی برای هنرمندان است. هنرمندانی که فاقد مدرک دانشگاهی هستند یا مدرک دانشگاهی آن‌ها آن سطح را نمی‌پوشاند، این فرایند را طی می‌کنند و پس از مدتی درجه‌ی هنری دریافت می‌کنند.
این گواهی‌نامه براساس مصوبه شورای انقلاب فرهنگی جلسه ۵۶۹ مورخ ۱۲ مهرماه ۱۳۸۴ خورشیدی به اجرا درآمده ‌است.

## فرایند اعطای گواهی‌نامه
هنرمندان سوابق هنری خود را بر اساس تعاریف مشخص به معاونت هنری وزارت فرهنگ و ارشاد اسلامی گزارش کرده و مدارک هنری آنان مورد بررسی قرار می‌گیرد و پس از تشخیص سطح فعالیت هنری، برای اعطای گواهی‌نامه به ایشان اقدام می‌شود.
مدارک این هنرمندان ابتدا در کمیته‌های تخصصی در معاونت هنری و سایر معاونت‌های وزارت ارشاد مانند معاونت سینمایی که هر کدام کمیته‌های هنری خاص خود را دارند، بررسی می‌شود و بر اساس جدول امتیازات و میزان تخصص و توانمندی هنری آن‌ها، توسط داوران، ارزش‌یابی و در نهایت به آن‌ها درجه‌ی هنری داده می‌شود.
گواهی‌نامه‌ی هنری هنرمندان توسط شورای ارزشیابی هنرمندان، نویسندگان و شاعران کشور و بر اساس میزان تاثیرگذاری، تجربه و فعالیت تخصصی و حرفه‌ای هنرمندان حائز شرایط رشته‌های مختلف به ایشان اعطا می‌شود و صرفاً یک گواهی‌نامه‌ی تخصصی است. این شورا در بررسی‌های خود هیچ‌یک از سوابق دیگر متقاضیان جز سوابق هنری را مد نظر قرار نداده و با تکیه بر توانایی‌های هنری افراد گواهی‌نامه‌ی تخصصی هنری را صادر می‌کند تا جایگزین مدارک دانشگاهی آنان شود.
گواهی‌نامه‌ها پس از تأیید اعضای شورا به امضای وزیر فرهنگ و ارشاد اسلامی رسیده و به هنرمندان تقدیم می‌شود.

## ترکیب اعضاء شورای ارزشیابی هنرمندان
شورای ارزشیابی هنرمندان به ریاست وزیر فرهنگ و ارشاد اسلامی یا نماینده تام‌الاختیار وی و اعضایی چون نماینده وزارت علوم تحقیقات و فناوری، نماینده معاونت برنامه‌ریزی و نظارت راهبردی ریاست جمهوری، نماینده فرهنگستان هنر و دو تن از استادان برجسته ادبی و هنری به پیشنهاد شورا و تصویب در شورای هنر شورای انقلاب فرهنگی، تشکیل می‌شود.

## درجات مختلف گواهی‌نامه
این گواهی‌نامه در پنج سطح و با تأیید وزارت علوم، تحقیقات و فناوری برای هنرمندان دارای ضوابط صادر می‌شود:
| مراتب  | مدرک معادل    |
| ------ | ------------- |
| درجه ۱ | دکتری         |
| درجه ۲ | کارشناسی ارشد |
| درجه ۳ | کارشناسی      |
| درجه ۴ | فوق دیپلم     |
| درجه ۵ | دیپلم         |